# Easy on Me
«Easy on Me» — пісня англійської співачки Адель з її четвертого студійного альбому «30» (2021). Адель написала пісню разом зі своїм продюсером, Ґреґом Курстіном. Лейбл Columbia Records випустив її як перший сингл альбому 15 жовтня 2021 року. Це сентиментальна пісня про кохання і балада, в якій акцент робиться на вокалі Адель, накладеному на звучання фортепіано, яка поступово зростає. У тексті пісні вона торкається теми свого розлучення і благає про прощення та розуміння з боку сина, колишнього чоловіка і самої себе.
«Easy on Me» отримала позитивні відгуки музичних критиків, які порівнювали її з попередньою музикою Адель і високо оцінили її вокал та текст. На 65-й церемонії вручення премії «Греммі» пісня здобула нагороду в номінації «Найкраще сольне виконання поп-композиції». Вона була номінована на кілька інших нагород і здобула Brit Award 2022 року як пісня року. «Easy on Me» очолила чарти у 28 країнах. Це стало найдовшим періодом перебування Адель на вершині чартів у Сполучених Штатах та Великій Британії. Пісня посіла шосте місце серед найпродаваніших пісень 2022 року у світі та отримала мультиплатинову сертифікацію у 15 країнах, включаючи діамантову сертифікацію в Бразилії та Франції.
Ксав'є Долан зняв музичне відео для пісні «Easy on Me», яке було випущено 15 жовтня 2021 року. У ньому є відсилки до кількох попередніх відео Адель, і воно зображує, як вона виїжджає з того самого будинку, де було знято музичне відео на пісню «Hello» (2015). Вона виконувала цю пісню на 23-й церемонії вручення премії NRJ Music Award, у своїх телевізійних спеціальних випусках і під час концертної резиденції Weekends with Adele.

## Учасники запису
Інформація про учасників запису взята із буклету альбому 30.
- Ґреґ Курстін — продюсер, інженер, бас-гітара, бас-барабан, піаніно
- Адель — вокал, авторка пісень
- Алекс Паско — інженер
- Джуліан Бург — інженер
- Метт Скечелл — асистент інженера
- Ренді Меррілл — мастеринг
- Том Елмхірст — мікшування

## Чарти
| Чарт (2021—2023)                                       | Найвища позиція |
| ------------------------------------------------------ | --------------- |
| Аргентина (Argentina Hot 100)                          | 45              |
| Австралія (ARIA)                                       | 1               |
| Австрія (Ö3 Austria Top 75)                            | 1               |
| Бельгія (Ultratop Flanders)                            | 1               |
| Бельгія (Ultratop Wallonia)                            | 1               |
| Bolivia (Monitor Latino)                               | 7               |
| Brazil Airplay (Crowley Charts)                        | 43              |
| Brazil International Pop Airplay (Crowley Charts)      | 1               |
| Bulgaria (PROPHON)                                     | 8               |
| Канада (Canadian Hot 100)                              | 1               |
| Канада (AC) (Billboard)                                | 1               |
| Канада (CHR/Top 40) (Billboard)                        | 1               |
| Канада (Hot AC) (Billboard)                            | 1               |
| Chile (Monitor Latino)                                 | 10              |
| СНД (Tophit)                                           | 9               |
| Colombia (Promúsica)                                   | 6               |
| Costa Rica (Fonotica)                                  | 1               |
| Croatia (ARC 100)                                      | 1               |
| Чехія (IFPI)                                           | 1               |
| Чехія (Singles Digitál Top 100)                        | 1               |
| Данія (Tracklisten)                                    | 1               |
| El Salvador (ASAP EGC)                                 | 3               |
| Estonia Airplay (TopHit)                               | 159             |
| Фінляндія (Suomen virallinen lista)                    | 2               |
| Франція (SNEP)                                         | 2               |
| Німеччина (Media Control AG)                           | 1               |
| Billboard Global 200                                   | 1               |
| Greece International (IFPI)                            | 1               |
| Угорщина (Rádiós Top 40)                               | 24              |
| Угорщина (Single Top 40)                               | 3               |
| Угорщина (Stream Top 40)                               | 6               |
| Iceland (Tónlistinn)                                   | 1               |
| India International Singles (IMI)                      | 9               |
| Indonesia (Billboard)                                  | 5               |
| Ірландія (IRMA)                                        | 1               |
| Israel (Media Forest)                                  | 1               |
| Італія (FIMI)                                          | 1               |
| Японія (Japan Hot 100)                                 | 48              |
| Lebanon (Lebanese Top 20)                              | 4               |
| Lithuania (AGATA)                                      | 1               |
| Luxembourg (Billboard)                                 | 12              |
| Malaysia (RIM)                                         | 1               |
| Mexico (Billboard Mexican Airplay)                     | 2               |
| Нідерланди (Dutch Top 40)                              | 1               |
| Нідерланди (Mega Single Top 100)                       | 1               |
| Нова Зеландія (RIANZ)                                  | 1               |
| Норвегія (VG-lista)                                    | 1               |
| Panama (Monitor Latino)                                | 13              |
| Peru (UNIMPRO)                                         | 23              |
| Philippines (Billboard)                                | 6               |
| Польща (Polish Airplay Top 100)                        | 11              |
| Португалія (AFP)                                       | 2               |
| Puerto Rico (Monitor Latino)                           | 14              |
| Romania (Airplay 100)                                  | 64              |
| San Marino (SMRRTV Top 50)                             | 9               |
| Singapore (RIAS)                                       | 1               |
| Іспанія (PROMUSICAE)                                   | 12              |
| South Africa (RISA)                                    | 1               |
| South Korea (Gaon)                                     | 89              |
| Швеція (Sverigetopplistan)                             | 1               |
| Швейцарія (Media Control AG)                           | 1               |
| Ukraine Airplay (TopHit)                               | 78              |
| Велика Британія (Official Charts Company)              | 1               |
| Uruguay (Monitor Latino)                               | 15              |
| США (Billboard Hot 100)                                | 1               |
| США (Adult Contemporary) (Billboard)                   | 1               |
| США (Adult Top 40) (Billboard)                         | 1               |
| США (Country Airplay) (Billboard) With Chris Stapleton | 25              |
| США (Hot Dance Airplay) (Billboard)                    | 6               |
| США (Mainstream Top 40) (Billboard)                    | 1               |
| США (R&B/Hip-Hop Airplay) (Billboard)                  | 18              |
| США (Rhythmic) (Billboard)                             | 38              |
| US Rolling Stone Top 100                               | 1               |
| Vietnam (Billboard Vietnam Hot 100)                    | 22              |

| Чарт (2021)          | Найвища позиція |
| -------------------- | --------------- |
| CIS Airplay (TopHit) | 11              |

| Чарт (2021)                       | Позиція |
| --------------------------------- | ------- |
| Australia (ARIA)                  | 33      |
| Austria (Ö3 Austria Top 40)       | 44      |
| Belgium (Ultratop Flanders)       | 51      |
| Belgium (Ultratop Wallonia)       | 65      |
| Canada (Canadian Hot 100)         | 70      |
| CIS Airplay (TopHit)              | 154     |
| Denmark (Tracklisten)             | 51      |
| France (SNEP)                     | 98      |
| Germany (Official German Charts)  | 67      |
| Global 200 (Billboard)            | 127     |
| Hungary (Single Top 40)           | 41      |
| Hungary (Stream Top 40)           | 58      |
| Iceland (Tónlistinn)              | 20      |
| Ireland (IRMA)                    | 17      |
| Netherlands (Dutch Top 40)        | 42      |
| Netherlands (Single Top 100)      | 28      |
| New Zealand (Recorded Music NZ)   | 39      |
| Norway (VG-lista)                 | 32      |
| Portugal (AFP)                    | 84      |
| Sweden (Sverigetopplistan)        | 48      |
| Switzerland (Schweizer Hitparade) | 37      |
| UK Singles (OCC)                  | 12      |
| US Adult Contemporary (Billboard) | 21      |

| Чарт (2022)                       | Позиція |
| --------------------------------- | ------- |
| Australia (ARIA)                  | 17      |
| Austria (Ö3 Austria Top 40)       | 55      |
| Belgium (Ultratop Flanders)       | 28      |
| Belgium (Ultratop Wallonia)       | 50      |
| Brazil (Pro-Música Brasil)        | 145     |
| Canada (Canadian Hot 100)         | 11      |
| Denmark (Tracklisten)             | 29      |
| CIS Airplay (TopHit)              | 84      |
| France (SNEP)                     | 92      |
| Germany (Official German Charts)  | 72      |
| Global 200 (Billboard)            | 6       |
| Iceland (Tónlistinn)              | 6       |
| Lithuania (AGATA)                 | 64      |
| Netherlands (Dutch Top 40)        | 83      |
| Netherlands (Single Top 100)      | 66      |
| New Zealand (Recorded Music NZ)   | 14      |
| Sweden (Sverigetopplistan)        | 33      |
| Switzerland (Schweizer Hitparade) | 34      |
| UK Singles (OCC)                  | 22      |
| US Billboard Hot 100              | 4       |
| US Adult Contemporary (Billboard) | 1       |
| US Adult Top 40 (Billboard)       | 10      |
| US Mainstream Top 40 (Billboard)  | 11      |

| Чарт (2023)            | Позиція |
| ---------------------- | ------- |
| Global 200 (Billboard) | 107     |

## Сертифікації
| Регіон | Сертифікація   | Продажі    |
| --- | -------------- | ---------- |
| Австралія (ARIA) | 6× Платиновий  | 420 000    |
| Австрія (IFPI Austria)                                                                                                 | Золотий        | 15 000     |
| Бельгія (BEA) | Платиновий     | 40 000     |
| Бразилія (ABPD) | 3× Діамантовий | 480 000    |
| Канада (Music Canada)                                                                                                  | 3× Платиновий  | 240 000    |
| Данія (IFPI Denmark)                                                                                                   | 2× Платиновий  | 180 000    |
| Франція (SNEP) | Діамантовий    | 333 333    |
| Німеччина (BVMI) | Платиновий     | 400 000    |
| Італія (FIMI) | 3× Платиновий  | 300 000    |
| Мексика (AMPROFON) | 2× Платиновий  | 280 000    |
| Нова Зеландія (RIANZ)                                                                                                  | 5× Платиновий  | 150 000    |
| Польща (ZPAV) | 3× Платиновий  | 150 000    |
| Португалія (AFP) | 4× Платиновий  | 40 000     |
| Іспанія (PROMUSICAE)                                                                                                   | 3× Платиновий  | 180 000    |
| Швейцарія (IFPI Switzerland)                                                                                           | 3× Платиновий  | 60 000     |
| Велика Британія (BPI)                                                                                                  | 3× Платиновий  | 1 800 000  |
| США (RIAA) | 4× Платиновий  | 4 000 000  |
| Стримінг |                |            |
| Греція (IFPI Greece)                                                                                                   | Платиновий     | 2 000 000  |
| Швеція (IFPI Sweden)                                                                                                   | 2× Платиновий  | 16 000 000 |
| продажі+прослуховування, що базуються лише на сертифікаціях · лише прослуховування, що базуються лише на сертифікаціях |                |            |